# 埃戈尔茨巴赫
埃戈尔茨巴赫是德国巴伐利亚州的一个市镇。总面积57.02平方公里，总人口7504人，其中男性3693人，女性3811人（2011年12月31日），人口密度132人/平方公里。